# ルイ＝マティウ・モレ

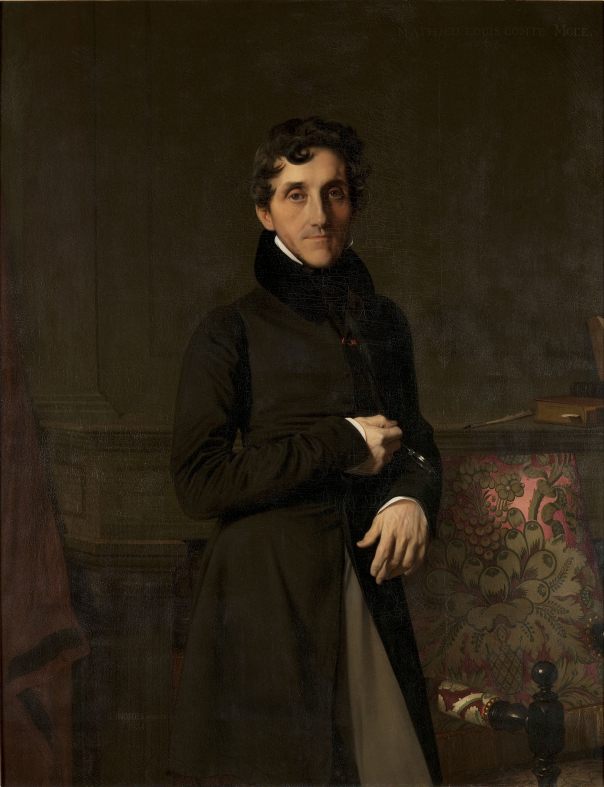
ドミニク・アングルによる肖像画、1834年。

モレ伯爵ルイ＝マティウ・モレ（Louis-Mathieu Molé、1781年1月24日 – 1855年11月23日）は、フランスの政治家。フランスの首相（在任：1836年 – 1839年、1848年）を務めた。

## 生涯
高等法院の評定官エドゥアール＝フランソワ・モレの息子として、1781年1月24日にパリに生まれた。母はクレティアン＝ギヨーム・ド・ラモワニョン・ド・マルゼルブの親族だった。恐怖政治期に父が処刑されたため、青年期は母とともにスイスやイングランドで過ごし、1796年に帰国した。帰国後はエコール・ポリテクニークで学び、社交界ではポーリーヌ・ド・ボーモン（フランソワ＝ルネ・ド・シャトーブリアンやバルテルミー・カトリーヌ・ジュベールの友人）のサロンに通った。
王政擁護の著作Essais de morale et de politiqueがナポレオン・ボナパルトの目に留まったことで官職に就くようになり、1806年に調査官に、1807年にコート＝ドール県知事に、1809年に国務院評定官とdirecteur général des Ponts et Chaussées et des Minesに任命された。同1809年秋には伯爵に叙された。さらにフランス第一帝政末期の1813年11月に司法大臣に就任した。
百日天下期（1815年）にdirecteur général des Ponts et Chaussées et des Minesに復帰したが、評定官には復帰せず、復古王政が始まるとルイ18世から官職と爵位を改めて確認された。復古王政期では首相第5代リシュリュー公爵の政策を支持、1817年から1818年12月まで海軍大臣を務めた。退任以降は野党穏健派に属し、1830年の七月革命の結果を受け入れた。
七月革命により国王に即位したルイ・フィリップ1世の親政期（1830年8月 – 11月）に外務大臣を務め、諸外国による承認をとりつけようとしたが、実際には在ロンドン大使のシャルル＝モーリス・ド・タレーラン＝ペリゴールが外交政策の舵をとった。モレはこのときわずか数か月で外務大臣を退任したが、1836年に首相アドルフ・ティエールが一時失脚すると組閣して、首相と外務大臣を兼任した。首相に即位してすぐシャルル10世在位期の大臣を釈放したが、一方でルイ・ナポレオン（のちのナポレオン3世）がストラスブール一揆を起こしたためその対処にあたった。外交政策ではスイスとの外交問題に対処したほか、教皇領のアンコーナの駐留軍を引き上げたが、対メキシコ（菓子戦争）、アルジェリア（アルジェリア侵略）では積極的な政策をとった。
やがて閣僚の公共教育大臣フランソワ・ピエール・ギヨーム・ギゾーと対立するようになり、対立は1837年3月のヌムール公に特権を与える法案をめぐり公になり、モレは4月に内閣改造を行ってギゾーを排除した。しかし同年11月の議会選挙で与党がふるわず、モレは議会でギゾー一派、ティエール率いる中央左派（centre gauche）、オディロン・バロー率いる王党左派（gauche dynastique）、そして共和左派による連合（la coalition）に敵対されることとなった。モレはそれでも国王の信任を背景に1839年初まで持ちこたえたが、議会解散を経た1839年3月の議会選挙で情勢がほとんど変わらず、モレは1839年3月31日に辞任した。
1840年、アカデミー・フランセーズ会員に選出された。以降は議会で頻繁に演説したものの、党派政治で重要ポストに就くことはなくなった。1848年の二月革命ではルイ・フィリップ1世に求められて組閣を試みたが、失敗に終わった。
第二共和政では1848年にジロンド県から選出されて憲法制定国民議会議員になり、1849年に国民議会議員に選出された。国民議会では右派の指導者だったが、1851年12月2日のクーデターをもって政界から引退した。1855年11月23日、ヴァル＝ドワーズ県のシャトー・ド・シャンプラートルーで死去した。

## 評価
日本大百科全書ではモレ内閣期に「首相の権限は縮小され、大臣職は国王に忠実な二流の人物によって占められ」たと評している。

## 関連文献
- Wood, James, ed. (1907). "Molé, Louis Matthieu, Comte" . The Nuttall Encyclopædia (英語). London and New York: Frederick Warne.